# Негентропія
Негентропія — філософський і фізичний термін, утворений додаванням негативною приставки нег- (від лат. Negativus - негативний) до поняття ентропія, і позначає його протилежність. У найзагальнішому сенсі протилежний за змістом ентропії й означає міру впорядкованості та організованості системи або якість наявної в системі енергії. Термін іноді використовується у фізиці і математиці (теорії інформації, математичної статистики) для позначення величини, математично протилежної до величини ентропії.

## Походження
Вперше поняття «негативної ентропії» запропонував у 1943 році австрійський фізик Ервін Шредінгер в популярній книзі «Що таке життя?». У ній він намагався продовжити ідеї свого колеги Нільса Бора про глибокий зв'язок фізичних і філософських законів, згідно з якими сформульований Нільсом Бором принцип додатковості міг об'єднати загальнолюдські знання до простого розуміння єдності світу. У своїй роботі Шредінгер пише:
"По-перше, я хотів би зауважити, що встановлюючи значення цього терміна (фізичного), я повинен почати обговорення з терміна "вільної енергії". Це — більш точне поняття в цьому контексті. Але цей чисто технічний термін виявляється лінгвістично дуже близьким до загального поняття енергії для середнього читача, який намагається розібратися в різниці між цими двома термінами."
Пізніше американський фізик Леон Брілюена у своїй роботі «Наукова невизначеність і інформація» скоротив термін «негативна ентропія» до слова негентропії й ввів його в такому вигляді за допомогою негентропійного принципу інформації в теорію інформації.
Ервін Шредінгер пояснює, як жива система експортує ентропію, щоб підтримати свою власну ентропію на низькому рівні. За допомогою терміна негентропії, він міг висловити свою ідею коротко: жива система імпортує негентропії для самозбереження:
"Живий організм безперервно збільшує свою ентропію, або, інакше, виробляє позитивну ентропію і, таким чином, наближається до небезпечного стану максимальної ентропії, який являє собою смерть. Він може уникнути цього стану, тобто залишатися живим, тільки постійно витягуючи з навколишнього його середовища негативну ентропію. Негативна ентропія — це те, чим організм харчується. Або, щоб висловити це менш парадоксально, істотно в метаболізмі те, що організму вдається звільнятися від усієї тієї ентропії, яку він змушений робити, поки живий."
У простому розумінні, ентропія — хаос, саморуйнування і розпад. Відповідно, негентропія — рух до впорядкування, до організації системи. Стосовно живих систем: для того, щоб не загинути, жива система бореться з навколишнім хаосом шляхом організації та упорядкування останнього, тобто імпортуючи негентропії. Таким чином пояснюється поведінка систем, що самоорганізуються.
Альберт Сент-Дьордь запропонував замінити термін негентропії на сінтропія, термін, вперше запропонований в 1940 році італійським математиком Луїджі Фантаппіе (англ.) Рос., Який намагався у своїй теорії об'єднати біологічний і фізичний світ. 
У літературі про самоорганізованих системах для опису цього процесу також використовуються терміни екстропія й ектропії. 
Негентропія з погляду «інформаційного підходу» — антонім від поняття ентропії, тобто поняття, «генетично» з неї виростає. Тому негентропія може розглядатися тільки з опорою на ентропію, тобто паралельно.
Як відомо, поняття ентропії було введено Клаузиусом (1859) в термодинаміки. 
Потім астрофізики заговорили про «Теплову смерть всесвіту», — висновок про це слідував з другого закону термодинаміки і припущення про замкнутість Всесвіту, як термодинамічної системи. Філософи не могли не звернути уваги на що пояснює силу поняття ентропії, яка виражалася в можливості розглядати всі процеси, що відбуваються у світі як ентропічних в термодинамічному сенсі, в тому числі процеси, пов'язані з людською діяльністю в організації соціального життя. Наприклад, Н. Бердяєв у статті «Воля до життя і воля до культури» (1923 р.), писав:
"Народжується напружена воля до самої "життя", до практики "життя", до могутності "життя", до насолоди "життям", до панування над "життям". І ця занадто напружена воля до "життя" губить культуру, несе з собою смерть культури ... Відбувається соціальна ентропія, розсіювання творчої енергії культури."
Його сучасник Н. О. Лоський в статті «Матерія в системі органічного світогляду» (1923 р.) вже використовує поняття ентропії й ектропії (посилаючись на статтю фізика Ф. Ауербаха «Ектропізм або фізична теорія життя») у відстоюванні філософської думки, згідно з якою «матерія похідна від вищого буття, здатного також виконувати інші види дійсності, крім матерії». На цій підставі Лоський вважає, що «закон ентропії варто було б формулювати з обмеженням, саме із зазначенням, що він має значення лише для млявого середовища», оскільки життя протидіє зростанню ентропії. Лоський писав: «Досягається ектропізм тим, що живий організм перетворює хаотичні рухи в впорядковані, що мають певний напрям». Таким чином, поняття «ентропія» і «ектропії» (в сучасному звучанні — негентропії) використовувалися в філософії в термодинамічному контексті. Що стосується біології, то термодинамічний теоретичний апарат «органічно» вписався в енергетику живого у вигляді «загального закону біології» (Бауер, 1935), а визначення живого Е. Лібберт сформулював в такому вигляді:"Живими називаються такі системи, які здатні самостійно підтримувати й збільшувати свою дуже високий ступінь впорядкованості в середовищі з меншим ступенем упорядкованості. Такі процеси є процесами з негативною ентропією (негентропійними процесами)."

## Теорія інформації
У теорії інформації та статистиці негентропія використовується, як міра відстані до нормальності. З усіх розподілів із заданим середнім значенням і дисперсією, нормальний або гаусівський розподіл має найвищу ентропію. Негентропія вимірює різницю в ентропії між даним розподілом і гаусівським розподілом з однаковими середнім значенням і дисперсією. Таким чином, негентропія завжди невід'ємна, інваріантна до будь-якої лінійної інверсної зміни координат і зникає тоді і тільки тоді, коли сигнал є гауссівським.
Негентропія визначається як
{\displaystyle J(p_{x})=S(\varphi _{x})-S(p_{x})\,}
де https://wikimedia.org/api/rest_v1/media/math/render/svg/53b3c5195a23a6d803a57a8668aef7c82f8708a6 є диференціальною ентропією гауссової густини з тим самим середнім значенням і дисперсією, що й  https://wikimedia.org/api/rest_v1/media/math/render/svg/5a5055ed65713825b48aa6ee05118c072e6f026a та https://wikimedia.org/api/rest_v1/media/math/render/svg/53b7d85b69adbc556c01c834f99f298a7cdcb347 є диференціальною ентропією від {\textstyle p_{x}}
{\displaystyle S(p_{x})=-\int p_{x}(u)\log p_{x}(u)\,du}
Негентропія використовується в статистиці та обробці сигналів. Вона пов'язана з мережевою ентропією, яка використовується в аналізі незалежних компонентів.
Негентропія розподілу дорівнює дивергенції Кульбака-Лейблера між {\textstyle p_{x}}і гаусівським розподілом з тим самим середнім значенням і дисперсією, що й  {\textstyle p_{x}}
(див. Диференціальна ентропія § Максимізація у нормальному розподілі для доведення). Зокрема, вона завжди невід'ємна.
1. ↑  Schrödinger, Erwin, What is Life – the Physical Aspect of the Living Cell, Cambridge University Press, 1944. ISBN 0521427088.
2. ↑  P. Comon, Independent Component Analysis – a new concept?, Signal Processing, 36 287–314, 1994.
3. ↑  tr01dl1. www.fmrib.ox.ac.uk. Процитовано 5 серпня 2023.